# Dragão do Mar
Francisco José do Nascimento, känd som Dragão do Mar (Sjödraken) och Chico da Matilde, född 15 april 1839 i Canoa Quebrada, död 5 mars 1914 i Fortaleza var en brasiliansk flottfiskare (jangadeiro), lots och abolitionist. 
Han ledde 1881 en strejk bland jangadeiro-kollegor i hamnen vid Fortaleza och vägrade att transportera förslavade svarta människor för att säljas i Rio de Janeiro och andra brasilianska provinser.

## Hyllningar
- Francisco José do Nascimento finns sedan 18 juli 2017 inskriven i ’Fosterlandets hjältars bok’ (Livro dos Heróis da Pátria) i minnesmonumentet för nationens och frihetens hjältar (Panteão da Pátria e da Liberdade Tancredo Neves) i Brasília.[2]
- Flygplatsen i Aracati bär hans namn: Aeroporto de Aracati-Canoa Quebrada – Dragão do Mar.
- Kulturcentret Centro Dragão do Mar de Arte e Cultura i Fortaleza är uppkallat efter honom.